# Litzy
Litzy, née le 27 octobre 1982 à Mexico, est une actrice et chanteuse mexicaine. Elle est connue pour avoir interprété Margarita dans la telenovela americano-argentine Amarte así aux côtés de Mauricio Ochmann.

## Filmographie

### Actrice

#### Cinéma
- 2009 : Borderline : Ceci

#### Courts-métrages
- 2007 : Subversión total

#### Séries télévisées
- 1999-2000 : DKDA : Sueños de juventud : Laura Martínez
- 2000 : Carita de ángel : Cantante en la Iglesia
- 2002 : Daniela : Daniela Gamboa
- 2005 : Amarte así : Margarita Lizárraga
- 2010 : Pecadora : Luz María Mendoza
- 2010 : Quiéreme tonto (es) : Julieta Dorelli
- 2011 : Una maid en Manhattan : Marisa Luján
- 2014-2018 : Señora Acero : Aracely Paniagua
- 2016 : Las Princesas : Lucy Villanueva
- 2017 : Milagros de Navidad : Dona Mónica
- 2018 : Al otro lado del muro : Dona Eliza Romero
- 2021 : Qui a tué Sara ? : Dona Marifer
- 2023 : Pacto de silencio : Sofia

### Parolière

#### Séries télévisées
- 2000 : DKDA : Sueños de juventud
- 2002 : Daniela
- 2005 : Amarte así : Margarita Lisaraga
- 2011 : Una maid en Manhattan